# サンシャインミリオンズオークス
サンシャインミリオンズオークス（Sunshine Millions Oaks）は、2003年に創設されたアメリカ競馬イベントのサンシャインミリオンズで行われていた、ダートまたはオールウェザー6fの競走である。

## 概要
2003年にサンタアニタパーク競馬場とガルフストリームパーク競馬場を所有するマグナエンターテイメント社の提案でアメリカ最大の競走馬産地であるケンタッキー州に対して両競馬のある州のカリフォルニア州産とフロリダ州産の競走馬アピールのために創設されたサンシャインミリオンズの3歳牝馬によるダート短距離競走であった。
出走資格はカリフォルニア・フロリダ産限定サラ系3歳牝馬の競走馬。
負担重量は定量で120ポンド。
賞金総額は25万ドル。1着賞金は13万7,500ドルで、以下2着5万ドル、3着3万ドル、4着2万ドル、5着1万2,500ドル。

## 歴史
- 2003年 創設。
- 2004年 ダヴィッド・ロメロ・フローレスが騎手として史上初の連覇。
- 2009年 本年からサンタアニタパーク競馬場で開催する施行馬場がダートトラックからオールウェザートラックに変更。
- 2010年 廃止。

### 開催競馬場
| 回数  | 開催競馬場                   | 施行距離         |
| ----- | ---------------------------- | ---------------- |
| 第1回 | サンタアニタパーク競馬場     | ダート7f         |
| 第2回 | ガルフストリームパーク競馬場 | ダート6f         |
| 第3回 | サンタアニタパーク競馬場     | ダート6f         |
| 第4回 | ガルフストリームパーク競馬場 | ダート6f         |
| 第5回 | サンタアニタパーク競馬場     | ダート6f         |
| 第6回 | ガルフストリームパーク競馬場 | ダート6f         |
| 第7回 | サンタアニタパーク競馬場     | オールウェザー6f |

### 歴代優勝馬
| 回数  | 施行日        | 調教国・優勝馬  | 日本語読み                 | 性齢 | タイム  | 優勝騎手     | 管理調教師     |
| ----- | ------------- | --------------- | -------------------------- | ---- | ------- | ------------ | -------------- |
| 第1回 | 2003年1月24日 | Valid Video     | アトランティックオーシャン | 牝3  | 1:23.03 | D.フローレス | B.バファート   |
| 第2回 | 2004年1月24日 | Silent Sighs    | サイレントサイズ           | 牝3  | 1:10.82 | D.フローレス | J.カナニ       |
| 第3回 | 2005年1月29日 | Hot Storm       | ホットストーム             | 牝3  | 1:09.16 | J.ベイリー   | D.スチュワート |
| 第4回 | 2006年1月28日 | Joint Effort    | ジョイントエフォート       | 牝3  | 1:09.49 | M.グレッグ   | D.ロマンス     |
| 第5回 | 2007年1月27日 | Mistical Plan   | ミスティカルプラン         | 牝3  | 1:10.50 | D.フローレス | D.オニール     |
| 第6回 | 2008年1月26日 | American County | アメリカンカウンティ       | 牝3  | 1:10.38 | E.プラード   | D.ロマンス     |
| 第7回 | 2009年1月24日 | Beltene         | ベルテーヌ                 | 牝3  | 1:09.16 | J.ロサリオ   | J.カラヴァ     |